# Assordamento
L'assordamento è una delle tecniche di tortura più antiche di cui l'uomo sia a conoscenza. Alcuni testi, sonetti, testimonianze grafiche la riportano nativa dell'Asia Orientale.
L'assordamento veniva provocato in due modi:
- assordando il condannato, suonando o battendo forti strumenti, in modo continuato, all'altezza dell'orecchio. Questo modo era usato soprattutto quando si estorcevano confessioni.
- consisteva nell'applicare una maschera tonda di metallo che rimbombava ad ogni colpo.

Gli effetti di questa condanna erano continuati anche per giorni. Oltre a provocare smarrimento, perdita di orientamento, alterazione dei sensi, emicrania, nei casi più gravi è stato riscontrato anche rottura dei timpani e segni di demenza per la continuità della tortura.
Non fu comunque una delle torture in uso in Europa, poiché le sue caratteristiche ed effetti erano molto blandi per l'uso e l'azione richiesta in quei periodi.